# Bröderna Pereire

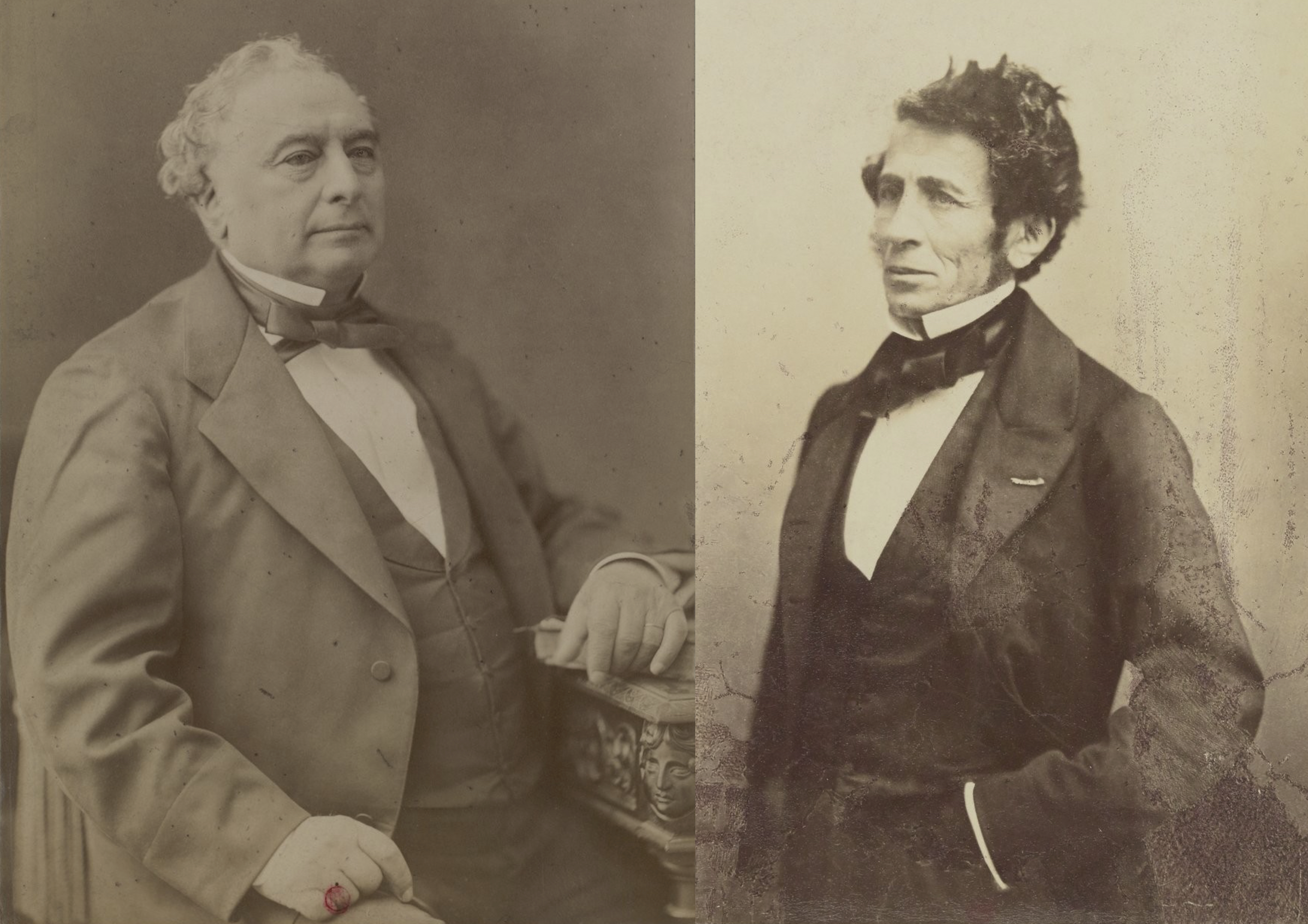
Isaac och Émile Pereire.

Bröderna Jacob Émile Pereire, född 1800 i Bordeaux, död 1875 i Paris, och Isaac Pereire, född 1806 i Bordeaux, död 1880 i Gretz-Armainvilliers, var franska finansmän. 
Émile Pereire, som var av portugisisk-judisk härkomst, bildade tillsammans med sin bror Isaac Pereire  Société générale du crédit mobilier och blev härigenom skaparen av banker av en helt ny typ – finansinstitutet. 
Bröderna Pereire intresserade sig särskilt för investeringar i järnvägsbyggnationen i Frankrike, Ryssland och Spanien.